# Lothar III.
Lothar III. ze Supplinburgu (po 9. červnu 1075 – 4. prosince 1137 Breitenwang, Tyrolsko), byl vévoda saský (1106), král (1125) a císař Svaté říše římské od 1133 do 1137. Byl synem hraběte Gebharda ze Supplinburgu a Hedviky z Formbachu.

## Vzestup moci

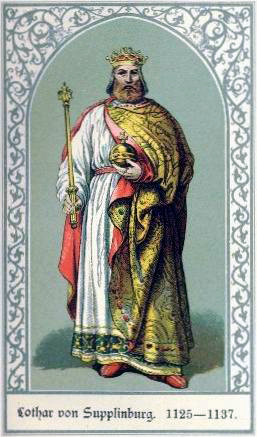
Fiktivní podoba Lothara ze Supplinburgu (kresba z 19. století)

O jeho mládí se dochovalo málo informací. Byl pohrobkem, narodil se krátce po smrti otce Gebharda, který zahynul v bitvě proti císaři Jindřichu IV.
Území získával koupí, dědictvím a sňatkovou politikou. Roku 1080 se stal fojtem arcibiskupství brémského. Sňatkem získal území Billungů. Roku 1100 se oženil s Richenzou z Northeimu a věnem získal polovinu northeimského území a Brunšvicko, čímž se stal významným vlastníkem půdy v severním Německu. Roku 1106 se Lothar stal vévodou saským. Byla to odměna nového císaře Jindřicha V. za pomoc proti jeho otci Jindřichu IV. Lothar se zúčastnil šlechtického odboje vůči starému císaři.
Povzbuzen povýšením a současně popuzen uložením nových daní na vévodství, začal Lothar postupně projevovat proti vládě Jindřicha V. odpor. Během boje o investituru popřel Jindřichovu svrchovanost nad Saskem. Soupeření s císařem o saskou nadvládu vyvrcholilo roku 1115, kdy Lothar porazil císařské vojsko v bitvě u Welfesholzu.
Když Jindřich V. roku 1125 zemřel, byl Lothar mohučským arcibiskupem považován za výborného kandidáta na říšský trůn. Rozlehlé panství mu zajišťovalo moc, kromě toho v té době mu již bylo přes padesát a ještě neměl syna, což ho činilo zajímavým i z hlediska jeho možného následovníka. 30. srpna 1125 byl za podpory mohučského arcibiskupa a papežských legátů zvolen římským králem. Protikandidátem mu byl Fridrich II., vévoda švábský z rodu Hohenštaufů, synovec císaře Jindřicha V. Volba Lothara králem byla významná z důvodu porušení principu dědičného následovnictví.
Roku 1131 Lothar udělil Durynsko v léno lantkraběti Ludvíku I. O dva roky později byl Lothar korunován na císaře Svaté říše římské.

## Tažení proti Soběslavovi

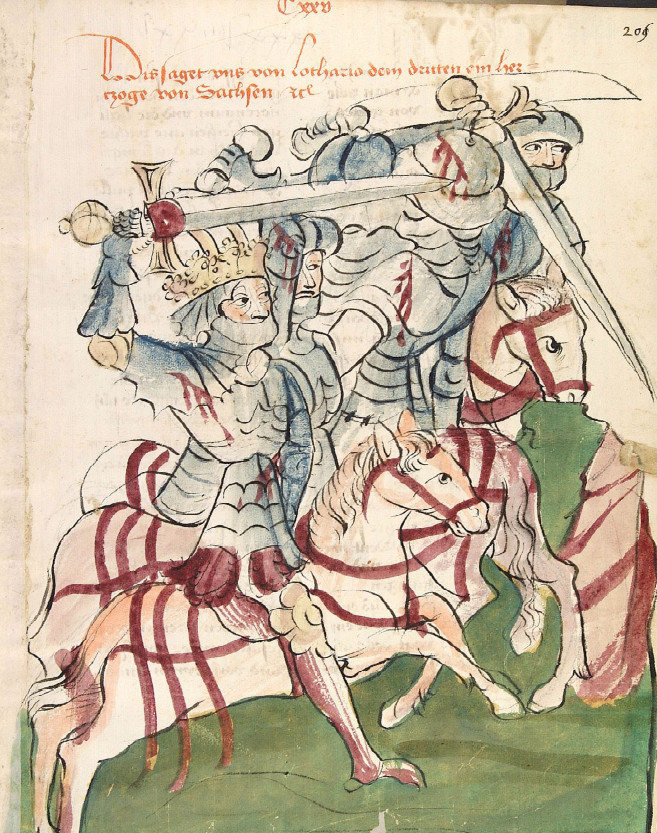
Lothar III. v bitvě u Chlumce roku 1126. Chronicon Pontificum et Imperatorum, kolem roku 1450

Český kníže Vladislav I. nedlouho před svou smrtí roku 1125 ustanovil jako svého dědice mladšího bratra Soběslava. Tím ovšem vyřadil z nástupnictví Otu II. Olomouckého, který jako nejstarší člen rodu měl podle pravidel seniorátu právo na knížecí stolec v Praze. Ota II. Olomoucký požádal krále Lothara III. o nápravu. Lothar Otovy nároky uznal a vyzval Soběslava k projednání do Řezna. Soběslav se však nedostavil a místo sebe vyslal ke králi pouze nepříliš reprezentativní delegaci. Lothar na to reagoval vojenskou výpravou do Čech. V řadách říšského vojska byl vedle Oty II. i Albrecht Medvěd, budoucí braniborský markrabě. Říšské vojsko vstoupilo do Čech 18. února 1126. Se Soběslavovým vojskem se střetlo v bitvě u Chlumce, která skončila naprostou porážkou krále Lothara – Ota II. v bitvě zahynul a Lothar III. i Albrecht Medvěd padli do Soběslavova zajetí. Soběslav však velkoryse Lothara III. propustil; posléze od něj přijal české knížectví v léno a uzavřel s ním spojenectví.

## Spor s Hohenštaufy
Během Lotharovy vlády vypukl i konflikt se Štaufy, v čele s Fridrichem II. a jeho bratrem Konrádem III., vévodou franským. Štaufové vedle dědičných území sálské dynastie, která ovládali, uplatňovali nárok i na všechny korunní země pod dřívější vládou Jindřicha IV. a Jindřicha V. Lothar se pokusil opanovat tyto korunní země se souhlasem šlechticů shromážděných v Řezně. Na Fridricha Švábského bylo uvaleno vyhnanství z říše, Konrádovi byly odňaty Franky a vláda nad Burgundskem byla udělena Konrádovi z Zähringenu. Tím Lothar vyprovokoval odvetu Štaufů.
Štaufové, jejichž moc spočívala v jejich vlastních zemích a kteří byli dále podporováni mnoha svobodnými říšskými městy, zeměmi rakouskými a vévodstvím švábským, zvolili Konráda jako protikrále (Konrád III.). Konrád byl roku 1128 Anselmem V., arcibiskupem milánským, korunován za krále Itálie. Lothar využil Konrádova zaneprázdnění v Itálii k útoku na Štaufy v Německu a roku 1129 dobyl Norimberk a Špýr, dvě silná opoziční města.

## Aktivity na severu a na východě
Jako Sas věnoval tomuto regionu větší pozornost než předchozí císaři. Dokonce ještě předtím, než se stal římským králem, dobyl některá území Polabských Slovanů u Stomarnu a v Holštýnsku a předal je v léno Adolfovi ze Schauenburgu. Roku 1129, po zavraždění obodritského knížete Svatopluka, prodal obodritskou zemi dánskému princi Knutu Lavardovi.
Roku 1134 Lothar jmenoval askánského Albrechta Medvěda markrabím Severní marky. Roku 1135 se dánský král Erik II. stal vazalem císaře a také členem říšského sněmu. Roku 1136 jmenoval markraběte míšeňského Konráda Velikého, z rodu Wettinů, markrabětem lužickým a tato dvě markrabství tak sjednotil. Kromě toho požádal papeže, aby na ona území rozšířil působnost arcibiskupa brémského. Úspěšnou diplomatickou intervencí Lothar koncem střetů mezi Polskem a Čechy přiměl polského vévodu Boleslava III. Křivoústého k zaplacení dávno splatných tributů. Polský vévoda musel uznat Pomořansko a Rujanu za císařské léno.

## Schizma roku 1130 a římská jízda
Po smrti papeže Honoria II. roku 1130 nastává církevní schizma. Při volbě nového papeže kardinálové podporující rod Flangipaniů zvolili papežem Gregora Papareschiho jako Inocence II. Kardinálové stranící rodu Pierleonů volbu bojkotovali a téhož dne zvolili Petra Pierleona vzdoropapežem pod jménem Anaklet II. Anaklet II. po volbě setrval v Římě, Inocenc II. odešel do Pisy.
Ke straně, která podporovala Anakleta II. patřil Vilém X., vévoda akvitánský, a především mocný Roger II., kterého Anaklet II. stvrdil jako krále sicilského nedlouho po své volbě papežem. Anaklet II. nabídl Lotharovi císařskou korunu, ale Lothar se přiklonil k Inocencovi II. a přislíbil mu uvedení do Říma. V srpnu roku 1132 Lothar zahájil římskou jízdu. Cílem bylo zapuzení Anakleta II. a císařská korunovace Inocencem II.
Lotharův sbor vyslaný do Itálie nebyl příliš silný, protože král z obavy před Hohenštaufy zanechal část vojska v říši. Mezi členy římské jízdy bylo také 300 jezdců z Čech pod velením Jaromíra, syna Bořivoje II. V Itálii se vojsko vyhýbalo znepřáteleným městům a roku 1133 vstoupilo do Říma, který byl z valné části ovládaný Anakletem II. Bazilika Sv. Petra, kde se běžně konaly korunovace, byla pro Lothara nepřístupná, a tak Innocenc II. korunoval Lothara dne 4. června 1133 v Lateránské bazilice.

## Tažení proti Rogerovi II. a smrt

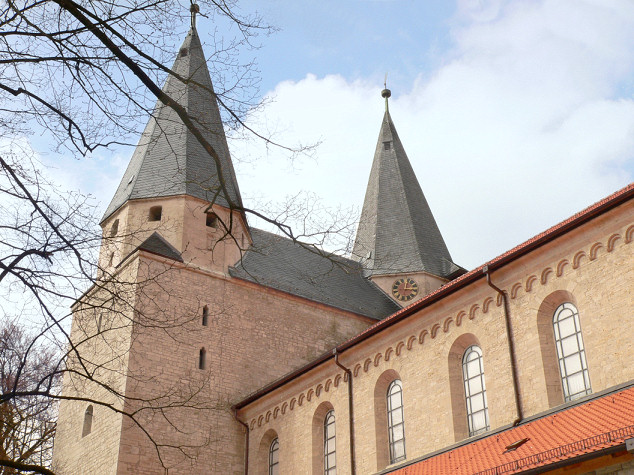
Císařský dóm v Königslutteru

Roku 1136 po naléhání papeže Inocence II. a byzantského císaře Jana II. Komnena zahájil Lothar III. vojenské tažení proti Rogerovi II. Sicilskému. Vedle Lotharova vojska vstoupilo do Itálie také vojsko jeho spojence Jindřicha Pyšného, vévody bavorského.
U řeky Tronto hrabě Vilém z Loritella složil Lotharovi slib poslušnosti a otevřel mu brány města Termoli. Následoval ho hrabě Hugo II. z Molisy. Po postupu do jižní části Apeninského poloostrova se obě armády spojily u Bari a roku 1137 pokračovaly dále na jih. Roger II. nabídl Lotharovi Apulii jako říšské léno pro Rogerova syna a současně nabídl druhého syna jako rukojmí. Lothar III. to však na naléhání Inocence II. odmítl.
Císař měl v úmyslu zcela dobýt Sicilské království, avšak v horkém létě začaly německé oddíly proti pokračování tažení protestovat. Lothar se tak musel spokojit s oddělením Capuy a Apulie od Rogerova království a nastolil v nich vládu Rogerových odpůrců. Papež Inocenc II. proti tomu protestoval a sám si nárokoval Apulii jako papežské léno. Nakonec došlo k dohodě a leníkem sporného území se stal Rainulf z Alife.
Poté se Lothar obrátil na sever, kde však během přechodu Alp v prosinci 1137 zemřel. Krátce předtím ještě stihl udělit Toskánsko a saské vévodství svému zeti, Jindřichu Pyšnému z rodu Welfů.
| „                 | ... dobrého císaře totiž, jehož zásluhy o obrácení pohanů jsou prokázány, když zmocniv se Říma a Italie a zahnav Rogera sicilského z Apulie, chystal se již na zpáteční cestu, zastihla předčasná smrt. | “ |
| — Helmold z Bosau | |   |

Lothar si pro místo svého posledního odpočinku vybral kostel kláštera v Königslutteru, který byl ale od místa smrti vzdálen přes 500 kilometrů. Podle historiků vojáci svého císaře delší dobu vařili ve vodě, aby ostatky zbavili měkkých tkání, které by během cesty mohly začít hnít. Tato teorie byla potvrzena v roce 1989 pomocí měření míry racemizace aminokyselin v ostatcích.
Lotharova naděje na pokračování císařské moci v rukou Welfů se nenaplnily, neboť vlády v říši ze zmocnili Štaufové.

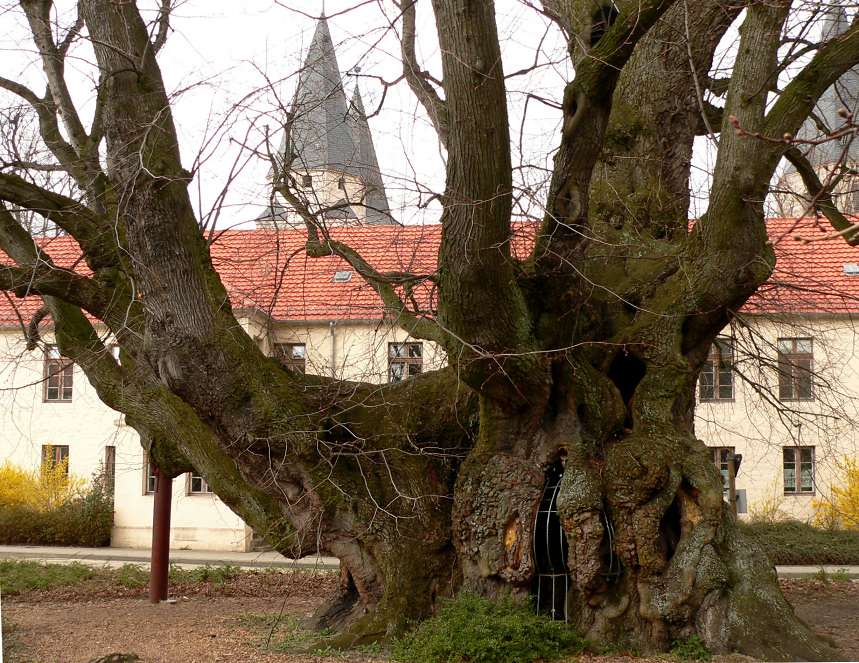
900 let stará lípa císaře Lothara v Königslutteru

## Rodina
Se svou ženou, Richenzou z Northeimu, měl Lothar jen jednoho potomka, který jej přežil – dceru Gertrudu, narozenou roku 1118. Z důvodu spojenectví s Welfy, kteří jej podporovali ve volbách, Lothar roku 1127 Gertrudu provdal za Jindřicha Pyšného, vévodu bavorského. Jejich synem byl Jindřich Lev.

## Poznámka k pořadí
Číslování německých vládců vychází a navazuje na číslování dynastie Karlovců a na číslování vládců Východofranské říše. Lothar III. ze Supplinburgu tedy následuje za císařem Lotharem I. (vládl 843–855) a franským králem Lotharem II. (vládl 855–869), většina jejichž zemí se v budoucnu stala součástí Svaté říše římské. Protože však Lothar II. nebyl císař, někteří historici ho nezapočítávají do posloupnosti římsko-německých vládců a proto označují Lothara ze Supplinburgu jako Lothara II.